# Benny Kerstens
Benny Kerstens est un footballeur néerlandais né le 27 juillet 1983 à Raamsdonksveer.

## Biographie

### Statistiques par saison
| Saison  | Club           | Pays     | matchs | buts | Compétition    |
| ------- | -------------- | -------- | ------ | ---- | -------------- |
| 2003/04 | NAC Breda      | Pays-Bas | 19     | 0    | Eredivisie     |
| 2004/05 | NAC Breda      | Pays-Bas | 11     | 0    | Eredivisie     |
| 2005/06 | NAC Breda      | Pays-Bas | 7      | 0    | Eredivisie     |
| 2006/07 | RBC Roosendaal | Pays-Bas | 13     | 0    | Erste Division |
| 2007/08 | RBC Roosendaal | Pays-Bas | 35     | 1    | Erste Division |
| 2008/09 | RBC Roosendaal | Pays-Bas | 33     | 0    | Erste Division |
| 2009/10 | FC Den Bosch   | Pays-Bas | 16     | 0    | Erste Division |

## Palmarès
Vierge